# Diomedella (fungo)
Diomedella é um género biológico de fungos da família Lecanoraceae. Rambold, em 1989, propôs que fosse considerado sinónimo do género Lecanora, da mesma família.